# Eparchia di Parassala
L'eparchia di Parassala (in latino Eparchia Parassalana) è una sede della Chiesa cattolica siro-malankarese in India suffraganea dell'arcieparchia di Trivandrum. Nel 2021 contava 37.500 battezzati. È retta dall'eparca Thomas Eusebios Naickamparambil.

## Territorio
L'eparchia estende la sua giurisdizione sui fedeli cattolici di rito siro-malankarese nella parte meridionale del Kerala.
Sede eparchiale è la città di Parassala, dove si trova la cattedrale di Santa Maria.
Il territorio è suddiviso in 103 parrocchie.

## Storia
L'eparchia è stata eretta dal sinodo dei vescovi della Chiesa arcivescovile maggiore siro-malankarese il 12 luglio 2017, ricavandone il territorio dall'arcieparchia di Trivandrum. Ha ottenuto l'assenso della Santa Sede il 5 agosto 2017.

## Cronotassi dei vescovi
Si omettono i periodi di sede vacante non superiori ai 2 anni o non storicamente accertati.
- Thomas Eusebios Naickamparampil, dal 5 agosto 2017

## Statistiche
L'eparchia nel 2021 contava 37.500 battezzati.
| anno | popolazione | popolazione | popolazione | presbiteri | presbiteri | presbiteri | presbiteri                | diaconi | religiosi | religiosi | parrocchie |
| anno | battezzati  | totale      | %           | numero     | secolari   | regolari   | battezzati per presbitero | diaconi | uomini    | donne     | parrocchie |
| ---- | ----------- | ----------- | ----------- | ---------- | ---------- | ---------- | ------------------------- | ------- | --------- | --------- | ---------- |
| 2017 | 30.750      | ?           | ?           | 22         | 22         |            | 1.397                     |         |           |           | 95         |
| 2019 | 42.470      | ?           | ?           | 44         | 41         | 3          | 965                       |         | 8         | 84        | 103        |
| 2021 | 37.500      | ?           | ?           | 50         | 44         | 6          | 750                       |         | 7         | 25        | 103        |